# Alfian Sa'at
Alfian Sa'at (även Alfian bin Sa'at), född 18 juli 1977, är en singaporiansk dramatiker och skönlitterär författare som skriver på engelska och malajiska.

## Biografi
Alfian Sa'at har studerat medicin vid National University of Singapore men utan att ta examen. Förutom dramatik har han gett ut poesi och noveller för vilka han tilldelades Singapore Literature Prize. Som dramatiker debuterade han 1994 med Fighting som hade premiär på teatern The Necessary Stage Theatre i Singapore. På maljiska debuterade han 1997 med Dongeng (Myt), Deklamasi Malas (Oföretagsamma deklamationer) som hade premiär på den malajiskspråkiga teatern Teater Ekamatra. Dessa båda teatrar har sedan dess spelat de flesta av hans pjäser. Han har också varit husdramatiker hos den singaporianska teatergruppen W!LD RICE. Utomlands har hans pjäser spelats i London, Zürich, Berlin, Hamburg och München. Han är ofta kontroversiell och har ett provocerande tilltal i sin dramatik. 2006 spelade Teater Tribunalen i Stockholm sex.våld.blod.äckel (sex.violence.blood.gore) som han skrev tillsammans med Chong Tze Chien. Pjäsen översattes av Magnus Lindman och regisserades av Richard Turpin.